# Fille de Sion

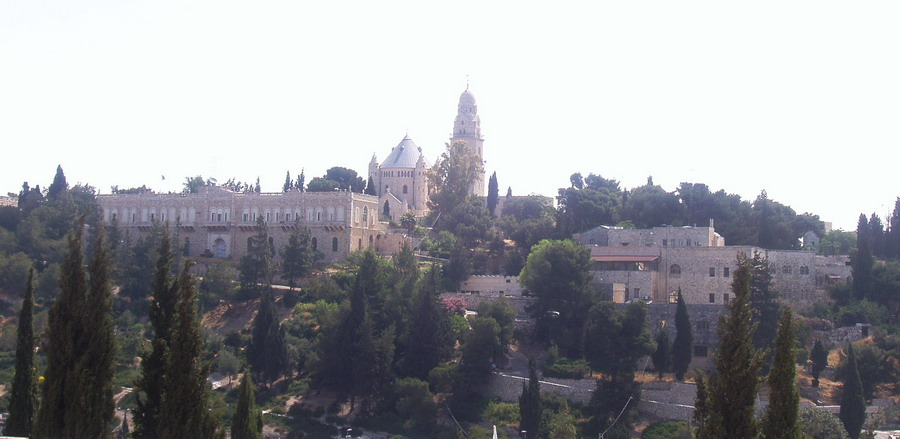
Le mont Sion aujourd'hui

La Fille de Sion (בת ציון, Bat-Tsion) est une personnification de Jérusalem et de sa population dans le Tanakh (ou Ancien Testament). Cette expression vient du mont Sion, qui est l'une des collines sur lesquelles est bâtie la ville. Cette colline se trouve aujourd'hui au sud-est des remparts de la cité.

## Bible hébraïque
Le mont Sion était un endroit déterminé. Cependant, d'une certaine façon, « avec le temps, Sion finit par désigner toute la Judée » et ses habitants. De même, par extension, l'expression « Fille de Sion » désigna à son tour la population du royaume de Juda ou même l'ensemble du peuple d'Israël.
Nombreuses sont les références à la « Fille de Sion » dans la Bible hébraïque, en particulier dans le Psaume 73 ou les Neviim (livres prophétiques). L'une des citations les plus caractéristiques est celle-ci :
Pousse des cris de joie, fille de Sion !

Pousse des cris d'allégresse, Israël !

Réjouis-toi et triomphe de tout ton cœur,

fille de Jérusalem !

## Histoire du peuple juif

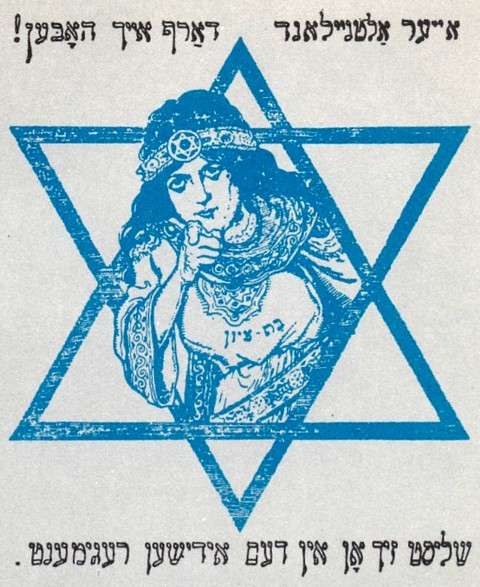
Pendant la Première Guerre mondiale, cette affiche, rédigée en yiddish, est publiée dans la presse américaine : la Bat-Tsion recrute pour la Légion juive.

Après la naissance du sionisme, lié aux thèmes des Amants de Sion, la « Fille de Sion » incarna de nouveau le peuple juif, par exemple quand Jabotinsky créa la Légion juive pour se battre aux côtés des Alliés.

## Christianisme
Le christianisme a repris l'expression « Fille de Sion ». Mais cette formule désigne alors, dans la tradition de Paul de Tarse, l'Église, fiancée du Christ, ou, plus souvent, Marie, la mère de Jésus. Des mariologues tels qu'André Feuillet ou René Laurentin ont écrit que, dans l'Évangile selon Luc, Marie est présentée comme la « Fille de Sion » lors de l'Annonciation et de la Visitation. Le concile Vatican II voit en Marie la « Fille de Sion par excellence ».

### Judaïsme
- Adele Berlin, Lamentations, A Commentary,  Louisville and London, Westminster John Knox Press, 2002
- Peggy Day, « The Personification of Cities as Female in the Hebrew Bible : The Thesis of Aloysius Fitzgerald, F.S.C. », in Reading from this place. II. Social Location and Biblical Interpretation in Global Perspective, edited by Fernando F. Segovia and Mary Ann Tolbert, Minneapolis, Augsburg Fortress, 1995, p. 283-302
- Barbara Bakke Kaiser, « Poet as Female Impersonator : The Image of Daughter Zion in Biblical Poems of Suffering », Journal of Religion 67:2 (1987),  p. 164-182
- Christl M. Maier, Daughter Zion, Mother Zion, Minneapolis, Fortress Press, 2008

### Christianisme
- Henri Cazelles, Fille de Sion et théologie mariale dans la Bible, Études mariales (mélange), Mariologie et œcuménisme, Lethielleux, 1964
- Joseph Ratzinger, La Fille de Sion : Méditations sur Marie, éd. Parole et Silence, 2005